# Paulo (nome)
Paulo é um nome masculino comum geralmente associado a indivíduos de estatura média, mas que possuem grande força física e mental, possuindo também uma forma natural de ler as emoções das pessoas.

## Origem e difusão
O nome existe desde os tempos romanos. Deriva do sobrenome romano Paulus ou Paullus, do adjetivo latino que significa "pequeno" ou "humilde". Durante a Era Clássica, foi usado para distinguir o menor de duas pessoas da mesma família com o mesmo nome. A família patrícia romana dos Gens Aemilia incluía pessoas proeminentes como Lucius Aemilius Paullus, Lucius Aemilius Paullus Macedonicus, Lucius Aemilius Lepidus Paullus, Tertia Aemilia Paulla (a esposa de Scipio Africanus) e Sergius Paulus.
Sua prevalência em nações com herança cristã deve-se principalmente ao apego a São Paulo Apóstolo, cujo nome grego era Παῦλος, Paûlos, uma transliteração do latim, também com o significado "modesto" desse nome, e possivelmente escolhido por causa de sua semelhança com seu nome judeu Šaul. O nome Paulo é comum, com variações, em todos os idiomas europeus (por exemplo, Inglês, Francês, Espanhol, Catalão, Português, Italiano, Alemão, Holandês, Escandinavo, Grego, Russo, Georgiano).
A popularidade de Paulo variou. Nos Estados Unidos, o censo de 1990 mostra que ele classificou o 13º nome mais comum (masculino); no entanto, os dados da Administração de Seguridade Social mostram popularidade entre os 20 melhores até 1968, com o uso em declínio constante até o 200º lugar em 2015.
As versões femininas são Paula, Pauline, Paulina e Paulette.
- Albanian: Pali, Pavli, Pal
- Amharic: ጳውሎስ (Paulos)
- Latin: Paulus, Paulinus
- em árabe: بولس (Bulus, in the Bible), بول (Bol, English name Paul), PACL
  - occasionally used as a slang term, used to indicate the equivalent of the English slang term "boss"
- Aragonese: Pavlo
- Armenian Old: Պաւղոս (Pawłos)
  - Armenian Western: Պօղոս (Boġos)
  - Armenian Eastern: Պողոս (Poġos)
- Assamese: Pabloo
- Asturian: Pablu
- Basque: Paulo
- Belarusian: Павeл (Paweł), Паўлюк (Paŭluk), Паўлюсь (Paŭluś), Пол (Pol)
- Bengali: পল (Pol)
- Biblical Greek: Paulos or Pavlos
- Biblical Latin: Paulus
- Bosnian: Pavao, Pavão, Pavle
- Breton: Paol
- Bulgarian: Павел (Pavel)
- Catalan: Pau, Pol
- Chinese: 保羅, 保罗 (Bǎoluó), 保祿 (Bǎolù)
- Coptic: ⲡⲁⲩⲗⲟⲥ (Paulos), ⲡⲁⲩⲗⲉ (Paule), ⲡⲁⲩ (Pau)
- Cornish: Pawl
- Corsican: Paulu
- Croatian: Pavao, Pavle, Pavo
- Czech: Pavel
- Danish: Poul, Povl, Palle
- Dutch: Paul, Paulus, Pauwel
- Esperanto: Paŭlo, Paĉjo
- Estonian: Paul, Paavel, Paavo
- Faroese: Páll, Pál, Palli, Pól, Pauli
- Fijian: Paula
- Finnish: Paavali, Paavo, Pauli
- French: Paul, Pol
- Frisian: Pouw, Powles, Paulus
- Galician: Paulo
- Georgian: პავლე (Pavle)
- German: Paul
- Greek: Παύλος (Pávlos, Páv̱los)
- Gujarati: પોલ (Pōl)
- Haitian Creole: Pòl
- Hakka: Pó-lò
- Hausa: Bulus
- Hawaiian: Paulo
- Hebrew: פול (Pol)
- Hindi: पौलुस (pəulus – only used in Biblical context), पौल (pɔl)
- Hungarian: Pál (Nicknames: Pali, Palika, Paja, Pajus, Pajó, Palcsi, Palcsika, Pálka, Palkó, Pálocska)
- Icelandic: Páll
- Indonesian: Paulus
- Irish: Pól, Pódhl
- Italian: Paolo, Paolino
- Japanese: ポール (Pōru), and in Biblical context, パウルス (Paurusu)
- Kannada: ಪಾಲ್ (Pāl)
- Korean: 파울로스 (Paulloseu) or 폴 (Pol)
  - Catholic: 바오로 (Baoro)
  - Orthodox: 바울로 (Baullo)
  - Protestant: 바울 (Baul), 바우로 (Baulo, Anglican)
- Latin: Paulus
- Latvian: Pauls, Pāvils
- Lithuanian: Paulas, Paulius, Povilas
- Luganda: Paolo
- Malayalam:  പൗലോസ് (Paulose)
- Macedonian: Павле (Pavle, Pavel)
- Maltese: Pawl, Pawlu
- Manx: Payl
- Maori: Paora
- Marathi: पौलुस (pəulus – only used in Biblical context), पॉल (pɔl), पाव्लो (paʋlo), पाब्लो (pablo)
- Mongolian: Павел (Pavel), Паул
- Na'vi: Pawl
- Nepali: पावलले (Pāvalalē)
- Norwegian: Paul, Pål
- Occitan: Pau
- Old English: Paulus
- Philippine languages: Pablo or Paulo
- Polish: Paweł
- Portuguese: Paulo, Paulino, Paulinho
- Punjabi: ਪੌਲੁਸਨੇ (Paulusanē)
- Romanian: Paul, Pavel
- Russian: Пол (Pol), Павел (Pavel), Паша (Pasha)
- Sardinian: Paulu
- Scottish Gaelic: Pòl, Pàl
- Serbian: Павле (Pavle)
- Shona: Paurosi
- Sicilian: Pàulu, Paulu
- Sinhala: පාවුලු (Pawulu)
- Slovak: Pavol
- Slovene: Pavel
- Spanish: Pablo, Paulino
- Swedish: Paul, Pål
- Tamil: பவுல் (Pavul)
- Telugu: పాల్ (Pāl)
- Thai: พอล (Paul)
- Ukrainian: Павло (Pavlo), Пол (Pol)
- em urdu:  Predefinição:Nq
- Venetian: Pagoło, Poło
- Vietnamese: Phao-lô
- Welsh: Pawl